# Mount Rogers
Mount Rogers – szczyt w Stanach Zjednoczonych, w Paśmie Błękitnym (część Appalachów), w południowo-zachodniej części stanu Wirginia, najwyższe wzniesienie tego stanu (1746 m n.p.m.). Leży na granicy hrabstw Grayson i Smyth, w obrębie lasu narodowego Jefferson, niecałe 20 km na południe od miasta Marion.
Szczyt nazwany został w 1883 roku, na cześć geologa Williama Bartona Rogersa.